# Pastís Sacher
Un pastís sacher o, de vegades, simplement, sacher, (en alemany, Sachertorte) és un pastís austríac rodó, a base de pa de pessic de xocolata untat amb melmelada d'albercoc i cobert de xocolata sòlida.
El pastís sacher té dues capes de pa de pessic de xocolata, amb una fina capa de melmelada d'albercoc en el centre, i recobert d'una capa gruixuda de xocolata negra glacejada, que permet la seva conservació durant un període llarg de temps. Tradicionalment s'acompanya de nata muntada, perquè el pastís és una mica sec. La tradicional s'elabora amb ingredients naturals i sense conservants.

## L'autor, Franz Sacher
L'any 1832, Franz Sacher, un jove aprenent de pastisseria de Viena, elabora unes postres per obsequiar un grup de convidats del príncep Klemens Wenzel von Metternich.
Al cap d'un temps, Franz Sacher instal·la el seu propi negoci i comença a vendre el seu pastís amb gran èxit. La seva fama s'estén a tot Europa i obre amb els seus fills una pastisseria al centre de Viena.
Un d'ells, l'Eduard, després de treballar als millors hotels de Londres i París, compra un palau a Viena a prop de l'Òpera i el converteix en un hotel amb el seu nom: l'Hotel Sacher. Després de la mort d'Eduard Sacher, la seva dona Anna continua amb el negoci de pastisseria i l'hotel.